# Радинский уезд
Радинский уезд — административная единица в составе Седлецкой губернии Российской империи, существовавшая c 1867 года по 1919 год. Административный центр — город Радин.

## История
Уезд образован в 1867 году в составе Седлецкой губернии Российской империи. В 1919 году преобразован в Радзыньский повят Люблинского воеводства Польши.

## Население
По переписи 1897 года население уезда составляло 87 731 человек, в том числе в городе Радин — 5937 жит., в городе Межиречье — 13 760 жит.

### Национальный состав
Национальный состав по переписи 1897 года:
- поляки — 63 866 чел. (72,8 %),
- евреи — 15 599 чел. (17,8 %),
- украинцы (малороссы) — 3904 чел. (4,4 %),
- русские — 2787 чел. (3,2 %),
- немцы — 1034 чел. (1,2 %),

## Административное деление
В 1913 году в состав уезда входило 14 гмин: 
| - Березовый Кут — с. Рудно, - Бела — д. Бела, - Желизна — с. Прогалины, - Жероцин — д. Жероцин, - Загайки — д. Загайки, - Конколевница — д. Конколевница, - Лысья-Вулька — с. Безволя, | - Милянов — д. Милянов, - Мисе — д. Ельница, - Суховоля — д. Суховоля, - Семень — д. Семень, - Тлусцец — д. Тлусцец, - Шостка — с. Шостка, - Яблонь — с. Яблонь. |